# Joachim Kath
Joachim Kath (1916 - ) was een Duitse Wehrmachtsoldaat. Hij werd in 1949 bij verstek veroordeeld tot 12 jaar gevangenisstraf wegens doodslag van de 40-jarige cafébezoeker Jan Koorenhof in Aduard op 7 juli 1942. Waarschijnlijk is hij kort na de bevrijding al naar Duitsland gevlucht en keerde hij eind jaren 1960 terug naar Nederland om zich in Arnhem te vestigen. Hij trouwde daar met een Nederlandse vrouw en kreeg met haar twee kinderen. Op 28 februari 1980 werd hij opgepakt in Arnhem. In december 1980 werd hij veroordeeld tot een jaar gevangenisstraf wegens doodslag. 
In 1981 oordeelde de Hoge Raad dat het doden van de toen 40-jarige Jan Koorenhof in een café in Aduard toch een oorlogsmisdrijf was. De Hoge Raad ging wel akkoord met de opgelegde duur van de straf.